# Agnieszka Andrychowicz-Trojanowska
Agnieszka Iwona Andrychowicz-Trojanowska – polska językoznawczyni, doktor habilitowany nauk humanistycznych, pracownik naukowy Instytutu Komunikacji Specjalistycznej i Interkulturowej Wydziału Lingwistyki Stosowanej Uniwersytetu Warszawskiego.

## Życiorys
W 2003 r. ukończyła studia filologiczne na Uniwersytecie Warszawskim, w 2008 r. obroniła pracę doktorską pt. Parametryczna analiza tekstu specjalistycznego jako nośnika wiedzy zawodowej (na materiale terminologii giełdowej), której promotorem był prof. Stanisław Szadyko, w 2019 r. habilitowała się na podstawie pracy zatytułowanej Podręczniki glottodydaktyczne. Struktura - funkcja - potencjał w świetle badań okulograficznych. 
Pracowała na stanowisku adiunkta w Instytucie Kulturologii i Lingwistyki Antropocentrycznej na Wydziale Lingwistyki Stosowanej Uniwersytetu Warszawskiego.
Jest zastępcą przewodniczącego Rady Dyscypliny Naukowej – Językoznawstwa Uniwersytetu Warszawskiego.